# قلعه محمدآباد چهار برج
قلعه محمدآباد چهار برج مربوط به دوره قاجار است و در شهرستان درمیان، روستای محمدآباد واقع شده و این اثر در تاریخ ۲۴ فروردین ۱۳۸۲ با شمارهٔ ثبت ۸۲۷۵ به‌عنوان یکی از آثار ملی ایران به ثبت رسیده است.